# Burdž Kalifa
Burdž Kalifa (arabsko برج خليفة), kar pomeni Stolp Kalifa, (pred otvoritvijo znan kot Burdž Dubaj) je mega visok nebotičnik v Dubaju v Združenih arabskih emiratih. Zasnoval ga je Skidmore, Owings & Merrill in je najvišja stavba na svetu, s skupno višino 829,8 m in višino strehe (brez antene, vendar vključno z 242,6 m visokim zvonikom) 828 m. Odkar je leta 2009 dosegel vrh, drži tudi rekord najvišje stavbe na svetu in prehitel Taipei 101, ki je rekord držal od leta 2004.
Gradnja Burdž Kalife se je začela leta 2004, zunanjost pa je bila dokončana pet let pozneje, leta 2009. Primarna konstrukcija je iz armiranega betona, del konstrukcijskega jekla za zgradbo pa izvira iz Palače republike v Vzhodnem Berlinu, sedeža nekdanjega vzhodnonemškega parlamenta. Stavba je bila odprta leta 2010 kot del novega razvojnega projekta z imenom Downtown Dubai. Zasnovana je bila kot osrednji del obsežnega mešanega razvojnega projekta.
Stavba je poimenovana po nekdanjem predsedniku Združenih arabskih emiratov (ZAE), šejku Khalifi bin Zayedu Al Nahyanu. Vlada Združenih arabskih emiratov je Dubaju zagotovila finančno podporo, saj je razvijalec Emaar Properties med veliko recesijo imel finančne težave. Takratni predsednik Združenih arabskih emiratov Khalifa bin Zayed je organiziral zvezno finančno podporo. Za njegovo podporo je Mohammad bin Rashid, vladar Dubaja, med inavguracijo spremenil ime iz Burdž Dubaj v Burdž Kalifa.
Zasnova izhaja iz islamske arhitekture regije, kot je na primer Velika mošeja v Samari. Tridelna geometrija tal v obliki črke Y je zasnovana za optimizacijo stanovanjskega in hotelskega prostora. Osrednje jedro in krila s podpore se uporabljajo za podporo višine stavbe. Osrednje jedro Burdž Kalife vsebuje ves vertikalni transport, razen izhodnih stopnic znotraj vsakega od kril. Struktura ima tudi sistem obloge, ki je zasnovan tako, da prenese vroče poletne temperature v Dubaju. Vsebuje skupno 57 dvigal in 8 tekočih stopnic.

## Razvoj
Gradnja se je začela 12. januarja 2004, zunanjost stavbe pa je bila dokončana 1. oktobra 2009. Stavba je bila uradno odprta 4. januarja 2010 in je del 2 km² velikega projekta v središču Dubaja na 'Prvi križišču' ob cesti Sheikh Zayed Road, blizu glavne poslovne četrti Dubaja.
Arhitekturo in inženiring stolpa je izvedlo podjetje Skidmore, Owings & Merrill iz Chicaga, glavni arhitekt pa je bil Adrian Smith, glavni gradbeni inženir pa Bill Baker. Podjetje je zasnovalo stolp Sears v Chicagu, ki je bil prejšnji rekorder za najvišjo stavbo na svetu.
Nadzorni inženir je bil Hyder Consulting, arhitekturo pa je nadziralo podjetje NORR Group Consultants. Glavni izvajalec je bil južnokorejski Samsung C&T, skupaj z belgijsko skupino BESIX in lokalnim podjetjem Arabtec.
Številne pritožbe so se nanašale na delavce migrante iz Južne Azije, glavno gradbeno delovno silo, ki so prejemali nizke plače in so jim včasih zasegli potne liste.

## Zasnova
Burdž Kalifa je bil zasnovan kot osrednji del obsežnega mešanega projekta, ki bi vključeval 30.000 domov, devet hotelov (vključno z The Address Downtown Dubai), 3 hektarje parkov, vsaj 19 stanovanjskih nebotičnikov, nakupovalno središče Dubai Mall in 12 hektarjev veliko umetno jezero Burdž Kalifa. Odločitev za gradnjo Burdž Kalife naj bi temeljila na odločitvi vlade, da se iz gospodarstva, ki temelji na nafti, preusmeri v gospodarstvo, ki temelji na storitvah in turizmu. Po mnenju uradnikov je bilo treba projekte, kot je Burdž Kalifa, zgraditi, da bi pridobili več mednarodnega priznanja in s tem naložb. »On (šejk Mohamed bin Rašid Al Maktoum) je želel Dubaj postaviti na zemljevid z nečim resnično senzacionalnim«, je dejala Jacqui Josephson, vodja turizma in VIP delegacij pri Nakheel Properties.
Stolp je bil do uradnega odprtja januarja 2010 znan kot Burdž Dubaj ('Dubajski stolp'). Preimenovan je bil v čast vladarja Abu Dabija, Khalife bin Zayeda Al Nahyana; Abu Dabi in zvezna vlada ZAE sta Dubaju posodila več deset milijard ameriških dolarjev, da bi lahko Dubaj poplačal svoje dolgove – Dubaj si je za gradbene projekte izposodil vsaj 80 milijard dolarjev. V 2000-ih je Dubaj začel diverzificirati svoje gospodarstvo, vendar je trpel zaradi finančne krize leta 2008 in velike recesije, zaradi česar so bili obsežni projekti, ki so že bili v gradnji, opuščeni.

## Arhitektura in oblikovanje
Stolp je zasnovalo podjetje Skidmore, Owings in Merrill (SOM), ki je zasnovalo tudi Willisov stolp (prej Sears Tower) v Chicagu in One World Trade Center v New Yorku. Burdž Kalifa uporablja cevasto zasnovo Willisovega stolpa, ki jo je izumil Fazlur Rahman Kan. Zaradi cevastega sistema je bila pri gradnji sorazmerno uporabljena le polovica jekla v primerjavi z Empire State Buildingom. Khanov prispevek k oblikovanju visokih stavb je imel velik vpliv na arhitekturo in inženirstvo. Težko bi bilo najti kakršne koli svetovne prakse pri oblikovanju visokih stavb, na katere ne bi neposredno ali posredno vplivalo njegovo delo. Zasnova spominja na vizijo Franka Lloyda Wrighta za Illinois, kilometer visok nebotičnik, zasnovan za Chicago, pa tudi na čikaški Lake Point Tower. Ko je Adrian Smith snoval projekt v SOM, je pogledal skozi okno svoje pisarne proti ukrivljeni trikrilni postavitvi Lake Point Towerja in pomislil: »To je prototip«. Po Strabalovih besedah je bil Burdž Kalifa zasnovan na podlagi 73-nadstropnega Tower Palace Three, stanovanjske stavbe v Seulu. V zgodnjem načrtovanju je bil Burdž Kalifa mišljen kot v celoti stanovanjski.
Po prvotni zasnovi Skidmore, Owings in Merrill je Emaar Properties izbral Hyder Consulting za nadzornega inženirja in NORR Group Consultants International Ltd za nadzor arhitekture projekta. Hyder je bil izbran zaradi svojega strokovnega znanja na področju konstrukcijskega in MEP (strojnega, električnega in vodovodnega) inženirstva. Vloga Hyder Consultinga je bila nadzorovati gradnjo, potrditi arhitektov načrt ter biti inženir in arhitekt, ki je zapisan za oblasti ZAE. Vloga NORR-ja je bila nadzor vseh arhitekturnih komponent, vključno z nadzorom na kraju samem med gradnjo in načrtovanjem 6-nadstropnega prizidka k poslovni prizidku za arhitekturno dokumentacijo. NORR je bil odgovoren tudi za načrte arhitekturne integracije za hotel Armani, ki je vključen v stolp. Emaar Properties je najel tudi GHD,[40] mednarodno multidisciplinarno svetovalno podjetje, da deluje kot neodvisni organ za preverjanje in testiranje betonskih in jeklenih konstrukcij.
Zasnova izhaja iz islamske arhitekture. Ko se stolp dviga iz ravne puščavske podlage, je 27 umikov v spiralnem vzorcu, ki zmanjšujejo prečni prerez stolpa med dvigovanjem in ustvarjajo priročne zunanje terase. Ti umiki so razporejeni in poravnani tako, da zmanjšujejo vibracije in obremenitev z vetrom zaradi vrtinčastih tokov in vrtincev. Na vrhu se dvigne osrednje jedro, ki je oblikovano v zaključni zvonik. Na najvišji točki se stolp niha skupno 1,5 m.
Zvonik Burdž Kalife je sestavljen iz več kot 4000 ton konstrukcijskega jekla. Osrednja cev na vrhu tehta 350 ton in je visoka 200 m. V zvoniku je tudi komunikacijska oprema. Ta 244 metrov visok zvonik se na splošno šteje za nečimrnega, saj je zelo malo njegovega prostora uporabnega. Brez zvonika bi bil Burdž Kalifa visok 585 metrov. To je bilo ugotovljeno v študiji Sveta za visoke stavbe in urbana habitata, ki ugotavlja, da bi prazen zvonik »lahko bil nebotičnik sam po sebi«. Takšen nebotičnik, če bi bil v Evropi, bi bil 11. najvišja stavba na tej celini.
Leta 2009 so arhitekti napovedali, da bo notranjost Burdž Kalife krasilo več kot 1000 umetniških del, v stanovanjski avli Burdž Kalife pa bodo razstavljena dela Jaumeja Plense.
Obloga je sestavljena iz 142.000 m2 več kot 26.000 odsevnih steklenih plošč ter aluminijastih in teksturiranih spandrelnih plošč iz nerjavečega jekla z navpičnimi cevastimi rebri. Arhitekturno steklo zagotavlja sončno in toplotno učinkovitost ter zaščito pred bleščanjem za intenzivno puščavsko sonce, ekstremne puščavske temperature in močan veter. Steklo pokriva več kot 174.000 m2 površine. Tipične fasadne plošče merijo 1,4 m v širino in 3,3 m v višino ter tehtajo približno 360 kg, pri čemer so širše plošče blizu robov stavbe, višje pa blizu vrha.
Zunanja temperatura na vrhu stavbe naj bi bila za 6 °C nižja kot pri njenem dnu.
Hotel Armani s 304 sobami, prvi od štirih, ki jih je zgradil Armani, zaseda 15 od 39 spodnjih nadstropij. Hotel naj bi se odprl 18. marca 2010, vendar se je po več zamudah končno odprl za javnost 27. aprila 2010. Poslovne apartmaje in pisarne naj bi odprli tudi od marca naprej, vendar sta bila hotel in razgledna ploščad edina dela stavbe, ki sta bila odprta aprila 2010.
V nebesnih avlah v 43. in 76. nadstropju so bazeni. V nadstropjih od 20. do 108. je 900 zasebnih stanovanjskih apartmajev (ki so bili po navedbah razvijalca razprodani v osmih urah po tem, ko so bili na trgu). Zunanji bazen z ničelnim vstopom je v 76. nadstropju stolpa. Poslovne pisarne in apartmaji zapolnjujejo večino preostalih nadstropij, razen 122., 123. in 124., kjer so restavracija Atmosphere, nebesna avla ter notranja in zunanja razgledna ploščad. Januarja 2010 je bilo načrtovano, da bo Burdž Kalifa prve stanovalce sprejela februarja 2010.
Stavba ima 57 dvigal in 8 tekočih stopnic. Dvigala imajo kapaciteto od 12 do 14 oseb na kabino in vključujejo najhitrejša dvonadstropna dvigala na svetu, ki se dvigajo in spuščajo s hitrostjo do 10 m/s. Inženirji so sprva razmišljali o namestitvi prvih trinadstropnih dvigal na svetu. Dvonadstropna dvigala so opremljena z LCD-zasloni za zabavo obiskovalcev med potjo do razgledne ploščadi. Stavba ima 2909 stopnic od pritličja do 160. nadstropja.

### Vodovodni sistemi
Vodovodni sistem Burdž Kalife dovaja povprečno 946.000 l vode na dan po 100 km cevi. Dodatnih 213 km cevi služi sistemu za požarno varnost, 34 km pa dovaja ohlajeno vodo za klimatsko napravo.

### Klimatska naprava
Klimatska naprava črpa zrak iz zgornjih nadstropij, kjer je zrak hladnejši in čistejši kot na tleh. V času največjega hlajenja je hladilna moč stolpa 46 MW, kar ustreza moči 12.000.000 kg talečega se ledu v enem dnevu. Voda se zbira s sistemom za zbiranje kondenzata in se uporablja za namakanje bližnjega parka.

### Čiščenje oken
Za pranje 24.348 oken, ki skupaj znašajo 120.000 m2 stekla, ima stavba tri vodoravne tire, vsak z vgrajenim 1500 kg težkim čistilnim strojem. Nad 109. nivojem in do 27. nivoja se uporabljajo tradicionalne zibelke iz soš. Vrh stavbe čisti ekipa, ki se z vrvmi spušča z vrha, da bi dobila dostop. V normalnih pogojih, ko vse vzdrževalne enote stavbe delujejo, 36 delavcev potrebuje tri do štiri mesece za čiščenje celotne zunanjosti.
Brezpilotni stroji čistijo zgornjih 27 dodatnih nivojev in stekleni zvonik. Čistilni sistem je v Melbournu v Avstraliji razvil CoxGomyl, proizvajalec vzdrževalnih enot stavb, in je stal 8 milijonov avstralskih dolarjev.

## Značilnosti

### Fontana
Zunaj Burdž Kalife je podjetje WET Enterprises zasnovalo sistem fontan, ki je stal 800 milijonov dirhamov (217 milijonov ameriških dolarjev). Osvetljena je s 6600 lučmi in 50 barvnimi projektorji, dolga je 270 m in brizga vodo v zrak 150 m, ob spremljavi različnih skladb, od klasične do sodobne arabske in druge glasbe. Je največja koreografirana fontana na svetu. 26. oktobra 2008 je Emaar objavil, da se bo fontana na podlagi rezultatov natečaja za poimenovanje imenovala Dubajska fontana.

### Razgledna ploščad
Zunanja razgledna ploščad z imenom Na vrhu se je odprla 5. januarja 2010 v 124. nadstropju na 452 m. Odprla je 148. nadstropje SKY na 555 m, s čimer je 15. oktobra 2014 postala najvišja razgledna ploščad na svetu. Vendar pa se je junija 2016 odprl Šanghajski stolp z razgledno ploščadjo na višini 561 metrov, s čimer je prevzel naziv najvišje razgledne ploščadi na svetu. Burdž Kalifa je nato 18. februarja 2019 ponovno postavil rekord, ko je odprl opazovalnico The Lounge na 585 m, ki je tudi najvišji salon na svetu.
Razgledna ploščad Burdž Kalife v 124. nadstropju ima tudi tako imenovani elektronski teleskop, napravo za obogateno resničnost, ki jo je razvilo podjetje Gsmprjct° iz Montreala, ki obiskovalcem omogoča ogled okoliške pokrajine v realnem času in ogled predhodno shranjenih slik, na primer tistih, posnetih ob različnih urah dneva ali v različnih vremenskih razmerah. Da bi zmanjšali dnevni naval obiskovalcev, vodstvo obiskovalcem omogoča nakup vstopnic vnaprej za določen datum in uro s 75-odstotnim popustom na vstopnice, kupljene na kraju samem.
8. februarja 2010 je bila razgledna ploščad dva meseca zaprta za javnost, potem ko so težave z oskrbo z električno energijo povzročile, da se je dvigalo zataknilo med nadstropji, zaradi česar je bila skupina turistov ujeta 45 minut.
Ko je plima nizka in je vidljivost visoka, lahko ljudje z vrha nebotičnika vidijo obale Irana (ki so oddaljene približno 153 km).

### Park
Stolp Burdž Kalifa obdaja enajst hektarjev velik park, ki ga je zasnovalo krajinsko podjetje SWA Group. Tako kot stolp je bila tudi zasnova parka zasnovana na cvetu puščavske rastline Hymenocallis. V središču parka je vodna soba, ki je vrsta bazenov in vodnih fontan. Klopi in znaki vključujejo podobe Burdž Kalife in cveta Hymenocallis.
Rastline zalivajo z vodo, zbrano iz hladilnega sistema stavbe. Sistem letno zagotovi 68.000.000 litrov. Podjetje WET Enterprises, ki je razvilo tudi Dubajsko fontano, je razvilo šest vodnih elementov parka.

## Gradnja
Stolp je zgradilo podjetje Samsung C&T iz Južne Koreje, ki je delalo tudi na Petronasova stolpa in Taipei 101. Samsung C&T je stolp zgradil v skupnem podjetju z BESIX iz Belgije in Arabtec iz ZAE. Turner je bil vodja projekta pri glavni gradbeni pogodbi. Hongkonško podjetje Far East Aluminium je skupaj zagotovilo zunanjo oblogo za Burdž Kalifo.
Izvajalec in odgovorni inženir je bilo podjetje Hyder Consulting. V skladu z zakonodajo ZAE sta izvajalec in odgovorni inženir solidarno odgovorna za delovanje Burdž Kalife.
Primarna konstrukcija je iz armiranega betona. Putzmeister je za ta projekt ustvaril novo, super visokotlačno priklopno betonsko črpalko, BSA 14000 SHP-D. Za gradnjo Burdž Kalife je bilo porabljenih 330.000 m3  betona in 55.000 ton jeklene armature, gradnja pa je trajala 22 milijonov delovnih ur. Maja 2008 je Putzmeister črpal beton z mejno tlačno trdnostjo gramoza več kot 21 MPA, da bi presegel 600 metrov efektivne površine vsakega stebra od temeljev do naslednjega 4. nadstropja, preostanek pa so položili kovinski stebri, obloženi ali prekriti z betonom, do takrat rekordne višine dostave 606 m, 156. nadstropje. Med gradnjo najvišjih nadstropij so bili uporabljeni trije stolpni žerjavi, od katerih je vsak lahko dvignil 25-tonski tovor. Preostala konstrukcija zgoraj je bila zgrajena iz lažjega jekla.
Leta 2003 je bilo izvrtanih 33 testnih vrtin za preučevanje trdnosti kamninske podlage, na kateri je bila konstrukcija. Le nekaj metrov pod površjem so našli »šibek do zelo šibek peščenjak in meljevec«. Vzorci so bili odvzeti iz testnih vrtin, izvrtanih do globine 140 metrov, in vse do te globine so našli šibko do zelo šibko kamnino. Študija je lokacijo opisala kot del »seizmično aktivnega območja«. Drug zahteven element je bil šamal, ki pogosto povzroča peščene nevihte.
Za gradnjo betonskih in jeklenih temeljev, ki imajo 192 pilotov, je bilo uporabljenih več kot 45.000 m3 betona, ki tehta več kot 110.000 ton, je bilo uporabljenih več kot 45.000 m3 betona, ki tehta več kot 110.000 ton. Vsak pilot ima premer 1,5 metra in dolžino 43 m, zakopan pa je globoko več kot 50 m. Temelj je bil zasnovan tako, da podpira skupno težo stavbe približno 450.000 ton. Ta teža je bila nato deljena s tlačno trdnostjo betona, ki znaša 30 MPa, kar je dalo 450 kvadratnih metrov vertikalne normalne efektivne površine, kar je nato dalo dimenzije 12 metrov x 12 metrov. Pod betonom je nameščen sistem katodne zaščite, ki nevtralizira podtalnico, bogato s sulfati in kloridi, ter preprečuje korozijo.
Med gradnjo Burdž Kalife je bilo leta 2008 v Dubaj prepeljanih več kot 35.000 ton konstrukcijskega jekla, ki je skupaj nosilo Palačo republike, nekdanjo parlamentarno stavbo Nemške demokratične republike, Volkskammer, v vzhodnem Berlinu.[5]
Burdž Kalifa je zelo razdeljen na predelke. Vsakih 13 nadstropij (v nadstropjih G, 13, 26, 39, 52 itd.) so klimatizirana zavetišča pod tlakom, kjer se lahko ljudje zatečejo na dolgi poti navzdol v primeru nujnih primerov ali požara.
Izdelane so bile posebne mešanice betona, ki so vzdržale ekstremne pritiske ogromne teže stavbe; kot je značilno za armiranobetonske konstrukcije, je bila vsaka serija betona preizkušena, da bi se zagotovilo, da lahko prenese določene pritiske. CTLGroup, ki dela za Skidmore, Owings in Merrill, je izvedla teste lezenja in krčenja, ki so ključni za strukturno analizo stavbe.
Konzistentnost betona, uporabljenega v projektu, je bila bistvenega pomena. Težko je bilo ustvariti beton, ki bi lahko prenesel tako tisoče ton, ki so pritiskale nanj, kot tudi temperature Perzijskega zaliva, ki lahko dosežejo 50 °C. Da bi se spopadli s to težavo, betona niso vlivali podnevi. Namesto tega so poleti mešanici dodali led in jo vlivali ponoči, ko je bil zrak hladnejši in je bila vlažnost višja. Hladnejši beton se strdi bolj enakomerno in je zato manj verjetno, da se bo prehitro strdil in razpokal. Kakršne koli večje razpoke bi lahko ogrozile celoten projekt.

## Uradna otvoritvena slovesnost
Slovesnost je bila v živo predvajana na velikanskem platnu na otoku Burdž Park in na manjših zaslonih drugod. O dogajanju v živo so poročale stotine medijev z vsega sveta. Poleg prisotnosti medijev so pričakovali 6000 gostov.
Otvoritev je bila 4. januarja 2010. Slovesnost je vključevala prikaz 10.000 ognjemetov, svetlobne žarke, projicirane na in okoli stolpa, ter dodatne zvočne, svetlobne in vodne učinke. Slavnostno razsvetljavo so zasnovali britanski oblikovalci razsvetljave Speirs and Major Associates. Z uporabo 868 močnih stroboskopskih luči, ki so integrirane v fasado in zvonik stolpa, so bili koreografirani različni svetlobni zaporedji, skupaj z več kot 50 različnimi kombinacijami drugih učinkov.

## Incidenti
10. maja 2011 je azijski delavec migrant, star okoli 35 let, skočil v smrt s 147. nadstropja na teraso 108. nadstropja. Dubajska policija je sporočila, da se je ubil, ker mu njegovo podjetje ni dovolilo zapustiti države.
18. maja 2015 je dubajska policija oporekala poročilu, da je portugalska turistka Laura Vanessa Nunes 16. novembra prej padla v smrt z Burdž Kalife, in trdila, da je padla z Jumeirah Lake Towers. Nine News je v skladu z zakoni o svobodi informacij pridobil e-pošto portugalskega veleposlaništva v ZAE, ki je navajala, da je turistka skočila s 148. nadstropja Burdž Kalife.

## Skakanje z višine
Stavbo je več izkušenih skakalcev z višine uporabljalo za dovoljene in nedovoljene skoke z višine:
- Maja 2008 sta Hervé Le Gallou in David McDonnell, preoblečena v inženirja, vstopila v Burdž Kalifo (takrat približno 650 metrov) in skočila z balkona, ki je bil nekaj nadstropij pod 160. nadstropjem.[34]
- 8. januarja 2010 sta Nasr Al Niyadi in Omar Al Hegelan iz združenja Emirates Aviation Society z dovoljenjem oblasti podrla svetovni rekord v najvišjem skoku z višine, potem ko sta skočila z dvignjene ploščadi, pritrjene na 160. nadstropje na višini 672 m. Moška sta se spustila po navpičnem padcu s hitrostjo do 220 km/h, kar je bilo dovolj časa, da sta odprla padala 10 sekund po začetku 90-sekundnega skoka.[35]
- 21. aprila 2014 sta zelo izkušena francoska BASE skakalca Vince Reffet in Fred Fugen z dovoljenjem oblasti in podporo več sponzorjev podrla Guinnessov svetovni rekord za najvišji BASE skok z stavbe, potem ko sta skočila s posebej zasnovane ploščadi, zgrajene na samem vrhu vrha, na višini 828 metrov.[36]

## Plezanje
28. marca 2011 se je Alain Spiderman Robert povzpel na zunanjost Burdž Kalife. Vzpon na vrh zvonika je trajal 6 ur. Da bi upošteval varnostne predpise ZAE, je Robert, ki običajno pleza v slogu prostega solo, uporabil vrv in pas.

## Galerija
- 2. januarja 2006
- 11. novembra 2006
- 15. julija 2007
- 22. avgusta 2007
- Burdž Dubaj iz zraka (marca 2008)
- Vrh Burdž Dubaja marca 2008